# Nemacheilus cacao
Nemacheilus cacao — вид коропоподібних риб родини немахейлових (Nemacheilidae). Описаний у 2022 році.

## Назва
Назва виду cacao походить від рослини какао, з плодів якого виготовляють шоколад, і вказує на шоколадно-коричневий колір самців.

## Поширення
Ендемік Лаосу. Поширений у басейні середньої течії Меконгу.

## Опис
Дрібна рибка, завдовжки 5-6 см. Відрізняється від усіх інших видів Nemacheilus наявністю неповної бічної лінії; і дорослі самці з простим сіро-коричневим тілом і головою (крім черевної сторони) і з великими горбками на боці, на спинному боці грудного плавця, а також на голові та потилиці.